# Фуллер, Маргарет
Сара Маргарет Фуллер Оссоли, более известная как Маргарет Фуллер (англ. Sarah Margaret Fuller Ossoli; 23 мая 1810 — 19 июля 1850) — американская журналистка, писательница, критик, защитница прав женщин, яркая представительница американского трансцендентализма. Её книга «Женщина в XIX веке» (англ. Woman in the Nineteenth Century) считается первым значительным произведением феминизма в США.

## Биография
Урождённая Сара Маргарет Фуллер родилась в Кембридже, штат Массачусетс, в английской семье. Основы её образования заложил ещё в раннем детстве отец, Тимоти Фуллер. Позднее она получила формальное школьное образование и стала учителем. К 1839 году она стала замечать, что женщинам не хватает возможности получить высшее образование, и они пытаются компенсировать это «разговорами». Она стала первым редактором трансценденталисткого издания The Dial в 1840 году, а затем перешла в редакционный коллектив New York Tribune под руководством Хораса Грили в 1844 году.
В 1843 году вместе с Джеймсом и Сарой Кларк путешествовала по Великим озёрам, написав об этом в своей книге «Summer on the Lakes in 1843».
К тридцати годам Фуллер имела репутацию самого начитанного человека в Новой Англии, а также была первой женщиной, которая получила доступ в библиотеку Гарвард-колледжа. Её исторический труд «Женщина XIX века» был опубликован в 1845 году. Годом позже редакция Tribune направила её в Европу в качестве своего первого корреспондента-женщины. Она увлеклась идеями итальянской революции и сблизилась с Джузеппе Мадзини. У неё случился роман с Джованни Оссоли, от которого она родила ребёнка, сына Анджело. Все трое погибли при кораблекрушении недалеко от побережья США (близ берегов Файр Аиленд), когда возвращались в США в 1850 году. Тело Маргарет Фуллер так и не было найдено.
Фуллер отстаивала права женщин, в частности право на образование и право на работу. Она стала идейным вдохновителем многих других реформ в обществе, в частности тюремной реформы, освобождения из рабства в США. Многие другие борцы за права женщин и феминистки, в частности Сьюзан Энтони, считали Маргарет Фуллер источником своего вдохновения. Современники, однако, не поддерживали её идеи, среди них — бывшая подруга Фуллер, Гарриет Мартино. Она считала, что Фуллер «больше говорила, чем делала». Вскоре после смерти Фуллер многие из ещё неопубликованных её работ подверглись сокращениям и переработке, поскольку редакторы не видели большого будущего за произведениями.
Дружила с американской поэтессой Сарой Хелен Уитман и писательницей Элизабет Эллет. Все три женщины сыграли непростую роль в жизни Эдгара Аллана По.

«Человечество делится на мужчин, женщин и Маргарет Фуллер»— Эдгар Аллан По

## Убеждения
Фуллер была одной из первых сторонниц феминизма и особенно верила в необходимость образования женщин. По её мнению, как только женщинам будут предоставлены равные права на образование, женщины смогут добиваться и равных политических прав. Она выступала за то, чтобы женщины искали любую работу, какую пожелают, а не угождали стереотипным «женским» ролям того времени, таким как преподавание. Однажды она сказала: 
Если вы спросите меня, какую должность должны занимать женщины, я отвечу -— любую ... пусть они будут капитанами дальнего плавания, если хотите. Я не сомневаюсь, что есть женщины, подходящие для такой должности.
Она очень доверяла всем женщинам, но сомневалась, что женщина создаст прочное произведение искусства или литературы в свое время, и не любила популярных женщин-поэтов своего времени.
Фуллер также предупреждал женщин быть осторожными в браке и не становиться зависимыми от своих мужей. Как она писала:
Желаю женщине жить, во-первых, ради Бога. Тогда она не сделает несовершенного мужчину для своего бога и таким образом не опустится до идолопоклонства. Тогда она не будет брать то, что ей не подходит, из чувства слабости и бедности.
К 1832 году она взяла на себя личное обязательство оставаться одинокой.
Фуллер также подвергла сомнению окончательную линию между мужчиной и женщиной: «Не существует полностью мужского мужчины… нет чисто женского», но оба присутствовали в любом человеке. Она также предположила, что внутри женщины есть две части: интеллектуальная сторона (которую она назвала Минервой) и «лирической» или «женственной» стороны (Муза).  Она восхищалась работой Эмануэля Сведенборга, который считал, что мужчины и женщины разделяют «ангельское служение», как она писала, а также Шарля Фурье, который ставил «женщину на полное равенство с мужчиной». В отличие от нескольких современных писателей-женщин, в том числе «миссис Сигурни» и «миссис Стоу», её фамильярно называли менее формальным образом «Маргарет».
Фуллер также выступал за реформы на всех уровнях общества, включая тюрьму. В октябре 1844 года она посетила Синг-Синг и взяла интервью у женщин-заключенных, даже оставаясь на ночь в учреждении. Синг-Синг разрабатывал более гуманную систему для женщин-заключенных, многие из которых были проститутками. Фуллер также беспокоилась о бездомных и тех, кто живёт в крайней нищете, особенно в Нью-Йорке. Она также признала, что, хотя она была воспитана с верой в то, что «индейцы упрямо отказывались быть цивилизованными», её путешествия по американскому Западу заставили её осознать, что белый человек несправедливо относился к коренным американцам; она считала коренных американцев важной частью американского наследия. Она также поддерживала права афроамериканцев, ссылаясь на «эту раковую опухоль рабства», и предлагала тем, кто интересуется движением за отмену рабства, руководствоваться теми же рассуждениями при рассмотрении прав женщин:
Как друг Негр предполагает, что один мужчина не может по праву держать другого в рабстве, так и Друг Женщины должен предположить, что Мужчина не может по праву налагать даже благие намерения на женщину.
 Она предположила, что те, кто выступал против освобождения рабов, были подобны тем, кто не поддерживал освобождение Италии.
Фуллер соглашалась с трансцендентальной заботой о психологическом благополучии человека, хотя ей никогда не нравилось, когда её называли трансценденталисткой. Тем не менее, писала она, если ярлык трансценденталиста означает, что «у меня активный ум, часто занятый большими темами, я надеюсь, что это так». Однако она критиковала таких людей, как Эмерсон, за то, что они слишком много внимания уделяли индивидуальному совершенствованию и недостаточно уделяли внимание социальным реформам. Как и другие члены так называемого Трансцендентального Клуба, она восстала против прошлого и верила в возможность перемен. Однако, в отличие от других участников движения, её бунт не был основан на религии. Хотя Фуллер иногда посещала унитарные собрания, она не полностью отождествляла себя с этой религией. Как отметил биограф Чарльз Каппер, она «была счастлива оставаться на обочине унитаризма».
Фуллер была названа вегетарианкой, потому что она критиковала забой животных для еды в своей книге «Женщина в девятнадцатом веке». Однако биограф Маргарет Вандерхаар Аллен писала, что Фуллер не полностью поддерживала вегетарианство, поскольку её отталкивали фанатизм и моральный ригоризм вегетарианцев.

## Наследие и критика
Маргарет Фуллер была особенно известна в свое время своим характером и, в частности, чрезмерной самоуверенностью и скверным характером. Эта личность была источником вдохновения для персонажа Эстер Принн в романе Натаниэля Готорна «Алая буква», в частности, её радикального мышления о «всей женской расе». Она также может быть основой для персонажа Зенобии в другом произведении Хоторна, The Blithedale Romance. Хоторн и его тогдашняя невеста София впервые встретились с Фуллером в октябре 1839 года.
Она также была источником вдохновения для поэта Уолта Уитмена, который верил в её призыв к формированию новой национальной идентичности и подлинно американской литературы. Элизабет Барретт Браунинг также была большой поклонницей, но считала, что нетрадиционные взгляды Фуллера не ценятся в Соединённых Штатах, и поэтому ей лучше умереть. Она также сказала, что история Римской республики, написанная Фуллером, была бы её величайшей работой: «Работа, которую она готовила об Италии, вероятно, больше соответствовала бы ее способностям, чем все, что ранее было написано ее пером (другие ее сочинения любопытно уступали впечатления, которые произвела на вас ее беседа)». В сборнике эссе 1860 года Кэролайн Хили Далл «Ретушированные исторические картины» «Женщина Фуллера в девятнадцатом веке» названа «несомненно самым блестящим, полным и научным заявлением, когда-либо сделанным по этому вопросу». Несмотря на свои личные проблемы с Фуллером, обычно резкий литературный критик Эдгар Аллан По писал о произведении как о «книге, которую могли написать лишь немногие женщины в стране, и ни одна женщина в стране не опубликовала бы ее, за исключением мисс Фуллер», отметив его «самостоятельность» и «откровенный радикализм». Торо также высоко оценил книгу, предполагая, что её сила частично связана с разговорными способностями Фуллера. По его словам, это было «богатое импровизированное письмо, разговор с ручкой в руке».
Другой поклонник Фуллера был Сьюзен Б. Энтони, пионер прав женщин, который писал, что Фуллер «обладал большем влиянием на мысль о американских женщинах, чем любая женщина, предыдущая ей время». Работа Фуллера, возможно, частично вдохновила конвенцию Seneca Falls в 1848 году. Энтони, наряду с Элизабетской Кадистом Стензом и Матильдой Джослинским Гейджем написал в своей истории женского избирательного права, что Фуллер «был предшественником агитации женщин». Современные ученые предложили женщину в девятнадцатом веке, были первыми крупными женскими правами, поскольку Мэри Уллстонкрафт оправдательство прав женщины (1792), хотя раннее сравнение между двумя женщинами приехало из Джорджа Элиота в 1855 году. Неясно, если был знаком с работами Wollstonecraft; в детстве её отец помешал ей читать их. В 1995 году Фуллер был наведен в национальный женский зал славы.

Фуллер, однако, не обошлось без критиков. Бывшая подруга, английская писательница Харриет Мартино, после смерти Фуллера была одним из её самых ярых недоброжелателей. Мартино сказал, что Фуллер была болтуном, а не активистом, что у неё было «поверхностное тщеславие» и что она часто «смотрела свысока на людей, которые действовали вместо того, чтобы говорить красиво… и презирала тех, кто, как и я, не мог принять ее шкалу оценки». Влиятельный редактор Руфус Уилмот Грисволд, считавший, что она идет вразрез с его представлением о женской скромности, назвал «Женщину в девятнадцатом веке» «красноречивым выражением ее недовольства тем, что ее создали женщиной». Нью-йоркский писатель Чарльз Фредерик Бриггс сказал, что она «тратит время своих читателей впустую», особенно потому, что она была незамужней женщиной и поэтому не могла «по-настоящему представить женский персонаж». Английский писатель и критик Мэтью Арнольд также высмеивал разговоры Фуллера, говоря: «Боже мой, что за ерунду она и другие собаки Бостона говорили о греческой мифологии!». София Хоторн, которая ранее была сторонницей Фуллера, критиковала её после публикации «Женщины девятнадцатого века»:  
Впечатление осталось неприятное. Мне не понравился ее тон — и я совершенно не согласился с ней насчет изменения внешних обстоятельств женщины... Не верю я и в такой характер мужчины, какой она дает. Это вообще слишком неблагородно... Я думаю, Маргарет говорит о многих вещах, о которых не следует говорить.  

## Сочинения
- Фуллер М. Американская литература. Её состояние в настоящее время и перспективы на будущее. // Эстетика американского романтизма. М.: Искусство. 1977. С. 328—334.